# Estado Yan

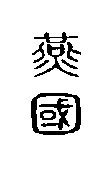
Sello del estado de Yan

Yān (chino: 燕, Wade-Giles: Yen1) fue un estado de la Antigua China durante la dinastía Zhou.

## Primaveras y otoños
La historia de Yan comienza en Zhou Occidental a principios del I milenio a. C.. Cuando la autoridad de los reyes Zhou declinó durante el período Primaveras y Otoños, en el siglo VIII a. C. Yan sobrevivió y llegó a ser uno de los estados más fuertes de China. Su capital fue Ji, (más tarde conocida como Yanjing, y ahora como Beijing). Sus gobernantes se titulaban marqueses (侯, hóu) hasta que pasaron a duques (公, gōng) en la primera mitad del siglo VII a. C. Poco después, conquistó el Estado Jin, trasladando su capital a Jicheng. Durante el reinado del duque Zhuang (690-658 a. C.), Yan se unió a Song y Wei para derrocar al rey Hui de Zhou. La campaña fue inicialmente exitosa y se tomó la capital real, Chengzhou, pero el estado Zheng intervino y derrotó a Yan. Ese mismo año los xirong invadieron el país y sólo fueron expulsados por la intervención de duque Huan de Qi (664 a. C.). Un siglo después, el duque Hui fue derrocado por nobles y desterrado, pero volvió al poder gracias a la ayuda de Qi y Jin, pero murió poco después (536 a. C.).

## Reinos combatientes
Durante el período de los Reinos Combatientes, la corte se trasladó a veces a Xiadu. Durante el gobierno del duque Wen (361-322 a. C.), Yan formó una alianza con Zhao para contener los ataques de Qi. En 323 a. C. se proclama rey (王, wang) independiente de Zhou. Veintiún años después los nobles locales se sublevaron contra el rey Kuai y pidieron a Min de Qi intervenir. Este vio la oportunidad de conquistar a su vecino y junto al estado Zhongshan se repartieron el país, pero inmediatamente Qin, Wei y Han intervinieron y derrotaron a los invasores.
Este evento permitió la entronización de Zhao de Yan en 311 a. C.. Formó una corte dirigida por los ministros y eruditos Guo Wei (郭隗), Yue Yi (樂毅), Zou Yan (鄒衍) y Bi Xin (辟辛). En 284 a. C. se unió a Qin, Chu, Zhao, Han y Wei para atacar a Qi, llegando a ocupar todo el país. Al morir cinco años después, Zhao dejaba un reino próspero y poderoso, pero su hijo Hui confió demasiado en la nobleza de Qi y fue traicionado, perdiendo la conquista. En 251 a. C., sabiendo que Zhao había perdido la mayoría de los hombres adultos en Changping, Yan puso fin a su alianza y atacó el reino, pero fue vencido a los ocho años de conflicto.
Yan fue uno de los últimos estados conquistados por los ejércitos de Qin Shihuang: Yan cayó en 222 a. C., un año antes de la declaración del Imperio Qin.  Yan experimentó un breve tiempo de independencia, después del colapso de la dinastía Qin en 207 a. C., pero después fue absorbido por la victoriosa dinastía Han.